# Língua pinyin
Pinyin é uma língua Grassfields (das Línguas atlântico-congolesas) falada por cerca de 27 mil pessoas região Noroeste de Camarões.

## Escrita
A língua Pinyin usa uma forma do alfabeto latino sem as letras Q, V, X; usam-se as formas Ch, Gh, Ny, Sh, Ts, Zh, as vogais I e U barradas, W com trema, Ə, ɳ; 